# Brithopodidae
Los britopódidos (Brithopodidae) son una familia parafilética de terápsidos dinocéfalos, conocida principalmente por carnívoros del Pérmico Medio de Rusia. Hoy en día el nombre se utiliza con menos frecuencia, siendo sustituido por Anteosauridae (un nombre genérico para el clado que incluye a los carnívoros de la rama de Dinocephalia (Hopson y Barghusen 1986, Sidor Rubidge y 2001).

## Características
Los britopódidos son teráspidos muy primitivos no muy lejos de sinápsidos ancestrales. A pesar de que las extremidades son más verticales, el esqueleto postcraneal conserva la forma general de los pelicosaurios esfenacodóntidos (Carroll, 1988 p.371).
Sin embargo, la fenestra temporal es muy amplia, indicando más espacio para la mandíbula y los músculos, por lo tanto, una mordedura mucho más fuerte. También hay una fuerte cresta en la línea media del cráneo para la inserción de los músculos de la mandíbula. Los caninos son largos, con los dientes adaptados a la perforación, y los incisivos son grandes y puntiagudos, lo cual indica una dieta carnívora.